# 莫里塞勒
莫里塞勒（法語：Morisel，法語發音：[mɔʁizɛl]）是法国上法蘭西大區索姆省的一个市镇，属于蒙迪迪耶区。

## 地理
莫里塞勒（49°46'10"N, 2°28'30"E）面积6.43 平方千米，位于法国上法蘭西大區索姆省，该省份为法国北部沿海省份，北起加来海峡省和北部省，西接滨海塞纳省和大西洋英吉利海峡，南至瓦兹省，东临埃纳省。
与莫里塞勒接壤的市镇（或旧市镇、城区）包括：马伊赖讷瓦尔、莫勒伊、鲁夫雷勒。
莫里塞勒的时区为UTC+01:00、UTC+02:00（夏令时）。

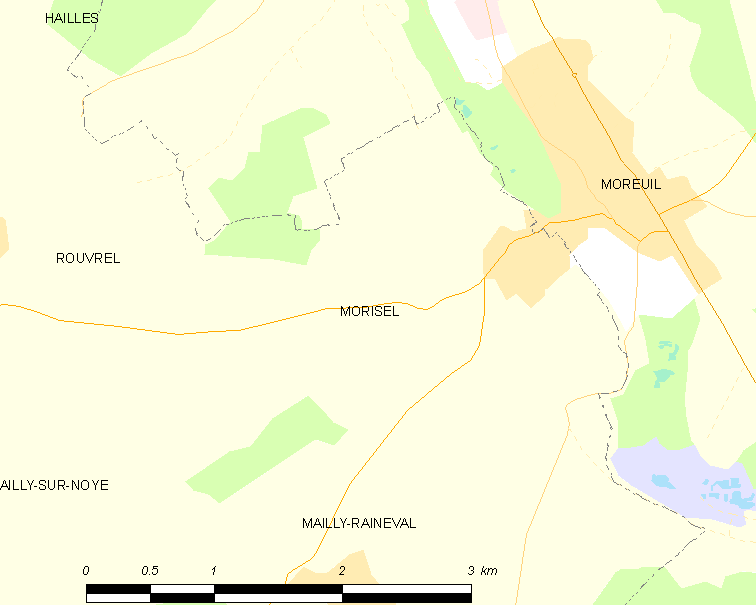
莫里塞勒的OSM定位图

## 行政
莫里塞勒的邮政编码为80110，INSEE市镇编码为80571。

## 政治
莫里塞勒所属的省级选区为莫勒伊县。

## 人口

1962-2008年间莫里塞勒人口变化图示

莫里塞勒于2022年1月1日时的人口数量为475人。